# Argyle (Texas)
Argyle è un comune (city) degli Stati Uniti d'America della contea di Denton nello Stato del Texas. La popolazione era di 3.282 abitanti al censimento del 2010. È un sobborgo di Fort Worth. La comunità pianificata di Lantana condivide l'indirizzo postale di Argyle.

## Geografia fisica
Argyle è situata a 33°06′59″N 97°11′08″W (33.116422, -97.185461).
Secondo lo United States Census Bureau, la città ha una superficie totale di 29,62 km², dei quali 29,5 km² di territorio e 0,12 km² di acque interne (0,41% del totale).

## Società

### Evoluzione demografica
Secondo il censimento del 2010, la popolazione era di 3.282 abitanti.

### Etnie e minoranze straniere
Secondo il censimento del 2010, la composizione etnica della città era formata dal 95,86% di bianchi, lo 0,27% di afroamericani, lo 0,46% di nativi americani, lo 0,64% di asiatici, lo 0% di oceanici, l'1,43% di altre razze, e l'1,34% di due o più etnie. Ispanici o latinos di qualunque razza erano il 5,58% della popolazione.